# 岩井正浩
岩井 正浩（いわい まさひろ、1945年5月20日 - ）は、日本の音楽学者、神戸大学名誉教授。

## 来歴
高知県生まれ。1969年愛媛大学専攻科（音楽専攻）修了後、東京藝術大学研究員、愛媛大学助教授、神戸大学教育学部助教授、発達科学部教授、2011年定年退官、名誉教授、愛知淑徳大学教授。
1995年「子どもの歌の音楽文化史的研究 日本伝統音楽を視座とした1900-1940年の展開」で神戸大学学術博士。

## 著書
- 『わらべうた その伝承と創造』音楽之友社 1987
- 『ハンガリーの音楽教育と日本 フォライ・カタリンとの対話より』音楽之友社 1991
- 『子どもの歌の文化史 二〇世紀前半期の日本』第一書房 1998
- 『これが高知のよさこいだ! いごっそとハチキンたちの熱い夏』岩田書院 2006
- 『わらべうた・遊びの魅力』第一書房 2008

### 編著・共著
- 『えひめのわらべうた』編著 青葉図書 1975
- 『合唱組曲「石鎚」』編曲・監修 音楽の世界社 1976
- 『資料日本音楽教育小史』編 青葉図書 1978
- 『わらべうたが子どもを救う 教育の原点は「言葉みがき」』大島清,大熊進子共著 健康ジャーナル社 2002
- 『音の万華鏡 音楽学論叢』藤井知昭共編 岩田書院 2010

## 論文
- ＜岩井正浩